# RemixNOKKO
『remixNOKKO』（リミックス・ノッコ）は、2000年7月19日に発売されたNOKKOのリミックス・アルバム。

## 概要
- NOKKO初のリミックス・アルバム。

## 収録曲
1. CRAZY CLOUDS (TROY WOODS MIX)
2. I Will Catch U (DAZZLE-T & QUICKY MIX)
3. 7 Ways to Love (Akio D.MIX)
4. 人魚 (SIRENE MIX)
5. ライブがはねたら (TURTLEMAN MIX)
6. Vivace (ALEX VERHOEVEN MIX)
7. GO GO HAPPY DAY (HIBIKI r.a.MIX)